# Futebol Clube da Maia
El Futebol Clube da Maia es un club portugués, con sede en la freguesia de Maia, municipio de Maia, distrito de Oporto. El club fue fundado el 4 de abril de 1954 y su actual presidente se llama António Fernando Oliveira e Silva. Durante la temporada 2007-2008, jugó en el campeonato nacional de la III División, serie B. Sus juegos en casa se jugaron en Estádio Prof. Dr. José Vieira de Carvalho. En 2011, se retiró del fútbol sénior, después de que la sentencia de insolvencia del Club se publicara en Diário da República el 19 de abril de 2011.

## Historia
El FC Maia nunca ha competido en la Primeira Liga, pero estuvo un período de nueve años en Segunda División (1997-2006). En su primera temporada en la categoría, jugó contra el Fútbol Club Oporto en la Copa de Portugal, perdiendo 4–5 en casa en la ronda de 16 después de eliminar al  Moreirense Futebol Clube y al Clube Desportivo Feirense en las rondas anteriores.
Al final de la temporada 2006–07, el FC Maia fue relegado por segunda vez consecutiva, por ello cayó a la Tercera División. Se retiró en 2008 debido a serios problemas financieros, comenzando a competir nuevamente al año siguiente, en la segunda división regional en Oporto, y de inmediato logró el ascenso.

## Temporada a temporada
| Estación | Nivel  | División         | Sección     | Puesto | Movimientos |
| -------- | ------ | ---------------- | ----------- | ------ | ----------- |
| 2000–01  | Tier 2 | Liga de Honra    |             | 4.º    |             |
| 2001–02  | Tier 2 | Liga de Honra    |             | 9.º    |             |
| 2002–03  | Tier 2 | Liga de Honra    |             | 9.º    |             |
| 2003–04  | Tier 2 | Liga de Honra    |             | 5.º    |             |
| 2004–05  | Tier 2 | Liga de Honra    |             | 8.º    |             |
| 2005–06  | Tier 2 | Liga de Honra    |             | 18.º   | Descenso    |
| 2006–07  | Tier 3 | Segunda Divisão  | Serie Norte | 14.º   | Descenso    |
| 2007–08  | Tier 4 | Terceira Divisão |             |        |             |

## Palmarés
- Segunda Divisão Série Norte: 1996–97